# 杰思罗·塔尔乐队
杰思罗·塔尔乐队是英国摇滚乐队，于1967年成立于贝德福德郡卢顿，以十八世纪英国农学家杰思罗·塔尔命名。杰思罗·塔尔乐队最初表演布鲁斯摇滚和融合爵士乐，不久后乐队把英国民谣、硬摇滚、古典音乐融合进自己的音乐，形成了独特的前卫摇滚风格。乐队组建几十年来，成员多次更换。乐队唯一的固定成员伊恩·安德森是乐队的主唱、领队、创始人、主要作曲者，并且还演奏长笛和原声吉他。乐队的其他重要成员还有：吉他手米克·亚伯拉罕、马丁·巴雷（巴雷是继安德森之后资历最长的成员）；贝斯手格伦·科尼克、杰弗里·哈蒙德、约翰·格拉斯科克、戴夫·佩格、乔纳森·诺伊斯；鼓手克莱夫·邦克尔、巴里莫尔·巴洛、多恩·佩里；键盘手约翰·埃文、迪伊·帕尔默、彼得-约翰·韦泰塞、安德鲁·吉丁斯。
杰思罗·塔尔乐队早期在伦敦的俱乐部舞台逐渐出名，于1968年发行了首张专辑《This Was》。经过阵容调整，原吉他手米克·亚伯拉罕被马丁·巴雷取代，乐队于1969年发行了带有民谣风格的第二张专辑《Stand Up》。这张专辑在英国榜单夺冠，是乐队首次商业成功，随后乐队定期在英国和美国巡演。乐队的音乐风格在《Aqualung》（1971年）、《Thick as a Brick》（1972年）和《A Passion Play》（1973年）等专辑中转向了前卫摇滚，又在《Songs from the Wood》（1977年）、《Heavy Horses》（1978年）和《Stormwatch》（1979年）等专辑中转向了现代民谣摇滚。1980年代初，乐队大幅度调整阵容，并在《A》（1980年）、《The Broadsword and the Beast》（1982年）和《Under Wraps》（1984年）等专辑转向电子摇滚。1987年，乐队在专辑《Crest of a Knave》回归硬式摇滚风格。
乐队从2000年代起停止录制录音室专辑，但仍然举办巡演。2011年，乐队分裂为分别以安德森和巴雷为首的两支乐队，这两支乐队分别以安德森和巴雷的个人乐队的名义活动。安德森曾在2014年表示杰思罗·塔尔乐队“或多或少要终结了”。巴雷在2015年曾说:“大家要意识到永远不再有杰思罗·塔尔了，而将有两支独立的乐队：伊恩·安德森乐队和马丁·巴雷乐队。”但在2017年，安德森将自己的乐队重新冠以杰思罗·塔尔乐队之名，并发行了新的录音室专辑。目前的杰思罗·塔尔乐队成员包括之前乐队分裂前最后几年的乐手，以及与安德森的个人乐队有关的新乐手，但与巴雷无关。
杰思罗·塔尔乐队在全球范围内售出约6000万张专辑，其中有11张金专辑和5张白金专辑。乐队被《滚石》杂志称为“商业上最成功、最古怪的前卫摇滚乐队之一”。

## 音乐作品
录音室专辑
- 《This Was（英语：This Was）》（1968年）
- 《Stand Up（英语：Stand Up (Jethro Tull album)）》（1969年）
- 《Benefit（英语：Benefit (album)）》（1970年）
- 《Aqualung（英语：Aqualung (album)）》（1971年）
- 《Thick as a Brick（英语：Thick as a Brick）》（1972年）
- 《A Passion Play（英语：A Passion Play）》（1973年）
- 《War Child（英语：War Child (album)）》（1974年）
- 《Minstrel in the Gallery（英语：Minstrel in the Gallery）》（1975年）
- 《Too Old to Rock 'n' Roll: Too Young to Die!（英语：Too Old to Rock 'n' Roll: Too Young to Die!）》（1976年）
- 《Songs from the Wood（英语：Songs from the Wood）》（1977年）
- 《Heavy Horses（英语：Heavy Horses）》（1978年）
- 《Stormwatch（英语：Stormwatch (album)）》（1979年）
- 《A（英语：A (Jethro Tull album)）》（1980年）
- 《The Broadsword and the Beast（英语：The Broadsword and the Beast）》（1982年）
- 《Under Wraps（英语：Under Wraps (Jethro Tull album)）》（1984年）
- 《Crest of a Knave（英语：Crest of a Knave）》（1987年）
- 《Rock Island（英语：Rock Island (Jethro Tull album)）》（1989年）
- 《Catfish Rising（英语：Catfish Rising）》（1991年）
- 《Roots to Branches（英语：Roots to Branches）》（1995年）
- 《J-Tull Dot Com（英语：J-Tull Dot Com）》（1999年）
- 《The Jethro Tull Christmas Album（英语：The Jethro Tull Christmas Album）》（2003年）
- 《The Zealot Gene（英语：The Zealot Gene）》（2022年）
- 《RökFlöte（英语：RökFlöte）》（2023年）
- 《Curious Ruminant（英语：Curious Ruminant）》（2025年）